# جيف شتاين
جيف شتاين (بالإنجليزية: Jeff Stein)‏ هو مؤرخ أمريكي، ولد في 13 فبراير 1944 في فيلادلفيا في الولايات المتحدة.